# Parapsammophila dolichostoma
Parapsammophila dolichostoma là một loài côn trùng cánh màng trong họ Sphecidae, thuộc chi Parapsammophila. Loài này được Kohl miêu tả khoa học đầu tiên năm 1901.